# Taras Bul'ba (film)
Taras Bul'ba (Тарас Бульба) è un film del 1909 diretto da Aleksandr Osipovič Drankov.